# Совет министров Украинской ССР
Совет министров Украинской ССР (укр. Рада міністрів Української РСР) — высший исполнительный и распорядительный орган государственного управления Украинской ССР.
15 марта 1946 года в соответствии с Законом СССР «О преобразовании Совета народных комиссаров СССР в Совет министров СССР и Советов народных комиссаров союзных и автономных республик — в Советы министров союзных и автономных республик» Совет народных комиссаров УССР был преобразован в Совет министров УССР. Упразднён постановлением Верховного совета Украинской ССР от 24 августа 1991 года № 1427-XII «О провозглашении независимости Украины» и Законом Украины от 17 сентября 1991 года «О внесении изменений и дополнений в Конституцию (Основной Закон) Украинской ССР».

## Председатели
Председатель Совета Министров УССР — должность главы правительства Украинской ССР в 1946—1991 годах. Председатель Совета Министров также возглавлял гражданскую оборону УССР.
- 1946—1947 — Хрущёв Никита Сергеевич;
- 1947—1954 — Коротченко Демьян Сергеевич;
- 1954—1961 — Кальченко Никифор Тимофеевич;
- 1961—1963 — Щербицкий Владимир Васильевич;
- 1963—1965 — Казанец Иван Павлович;
- 1965—1972 — Щербицкий Владимир Васильевич;
- 1972—1987 — Ляшко Александр Павлович;
- 1987—1990 — Масол Виталий Андреевич;
- 1990—1991 — Фокин Витольд Павлович.

## Заместители

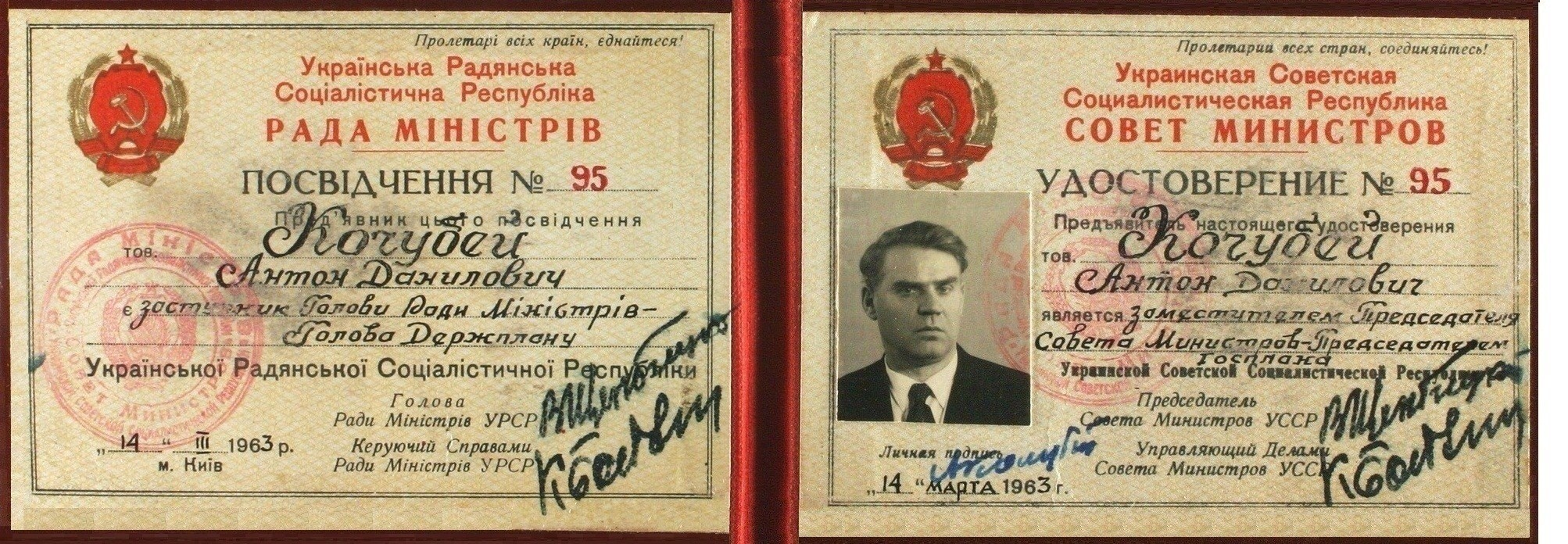
Удостоверение заместителя председателя Совета Министров УССР, председателя Госплана УССР, А. Д. Кочубея (1963)

Заместитель председателя Совмина УССР курировал до десяти министров, которые входили в круг его обязанностей по руководству их деятельности.
1-е заместители
- 1944—1950 — Корниец Леонид Романович
- 1952—1954 — Кальченко Никифор Тимофеевич;
- 1953—1965 — Сенин Иван Семёнович
- 1962—1976 — Кальченко Никифор Тимофеевич;
- 1966—1972 — Соболь Николай Александрович;
- 1967—1971 — Семичастный Владимир Ефимович;
- 1972—1983 — Ващенко Григорий Иванович.
- 1983—1990 — Качаловский Евгений Викторович;
- 1989—1992 — Статинов Анатолий Сергеевич

Заместители
- 1948—1950 — Коваль Алексей Григорьевич
- 1950—1953 — Ерёменко Анатолий Петрович
- 1950—1953 — Корниец Леонид Романович
- 1951—1953 — Бондарчук Владимир Гаврилович
- 1951—1952 — Бубновский Никита Дмитриевич
- 1953—1954 — Стефаник Семён Васильевич
- 1954—1957 — Валуев Владимир Николаевич
- 1954—1957, 1959—1979 — Розенко, Пётр Акимович
- 1955—1956 — Благун Николай Григорьевич
- 1956—1968 — Бутенко Григорий Прокофьевич
- 1960—1963 — Вольтовский Борис Иовлевич
- 1961—1965 — Щербань Александр Назарович
- 1962—1976 — Кальченко Никифор Тимофеевич;
- 1962—1966 — Грушецкий Иван Самойлович;
- 1963—1967 — Кочубей Антон Данилович (председатель Госплана УССР).
- 1963—1968 — Андрианов Сергей Николаевич
- 1966—1985 — Степаненко Игорь Дмитриевич
- 1968—1976 — Шевчук Григорий Иванович
- 1971—1981 — Семичастный Владимир Ефимович;
- 1975—1987 — Есипенко Павел Евменович;
- 1977—1980 — Кочевых Иван Павлович;
- 1979—1987 — Масол Виталий Андреевич (председатель Госплана);
- 1986—1989 — Дзись Георгий Васильевич;
- 1987—1990 — Фокин Витольд Павлович (председатель Госплана);
- 1987—1990 — Борисовский Владимир Захарович;
- 1989—1990 — Масик Константин Иванович.

### По вопросам отраслей тяжёлой промышленности
- 1968—1980 — Бурмистров;
- 1980—1987 — Николаев Николай Фёдорович
- 1987—1992 — Гладуш Виктор Дмитриевич.

### По гуманитарным вопросам
- 1961—1978 — Тронько Пётр Тимофеевич;
- 1978—1990 — Орлик Мария Андреевна.

### По НТП
- 1977—1980 — Кочевых Иван Павлович;
- 1980—1987 — Гуренко Станислав Иванович;
- 1987—1991 — Урчукин Виктор Григорьевич.